# 遊泉寺鉱山
遊泉寺鉱山（ゆうせんじこうざん）は現在の石川県小松市で1775年から1921年まで操業していた銅鉱山。これを運営していた小松製材所はのちに小松製作所と改名して今に至る。
現在は跡地に公園が建設中。

## 概歴
- 1775年(安永4年) - 開山
- 芳谷氏が所有
- 1902年(明治35年)竹内綱が買収。綱とその息子明太郎は竹内鉱業株式会社設立の前年から色々な鉱山の買収を行っており、遊泉寺銅山もらその過程で買収された。
- 1907年(明治40年)遊泉寺銅山と小松出張所の間に小松軽便鉄道を敷設。また、鳥越村神子清水発電所を開設して鉱山まで送電する。
- 1917年(大正6年) 小松鉄工所(後の小松製作所/コマツ)と組織、編入
- 1920年(大正9年) - 閉山。銅資源の枯渇と、第一次世界大戦後の不況が要因。